# Jean-Baptiste de Mirabaud
Pour les articles homonymes, voir Mirabaud.
Jean-Baptiste de Mirabaud, né à Paris en 1675 et mort à Paris le 24 juin 1760, est un homme de lettres et traducteur français.

## Sa vie et son œuvre
Il fait ses études chez les Oratoriens et participe comme soldat à la bataille de Steinkerque en 1692. S'étant lié d'amitié avec Jean de La Fontaine, il compose des ouvrages de littérature, d'histoire et de philosophie, mais néglige de les faire publier. La duchesse d'Orléans le nomme secrétaire de ses commandements et lui confie l'éducation de ses deux filles. En 1724, il publie une traduction de La Jérusalem délivrée du Tasse, qui suscite l'admiration et lui vaut d'être élu deux ans plus tard à l'Académie française. En 1741, sa traduction du Roland furieux de l'Arioste reçoit un accueil mitigé. Devenu secrétaire perpétuel de l'Académie en 1742, il démissionne de ce poste en 1755 lorsqu'il se sent atteint par l'âge.
Le nom de Mirabaud est resté associé à celui du baron d’Holbach, qui avait fait paraître son Système de la Nature sous le nom de Jean-Baptiste Mirabaud en 1770. Voltaire, qui condamna violemment l'ouvrage du baron, dénonça la supercherie en ces termes : « Hélas ! notre bon Mirabaud n’était pas capable d’écrire une page du livre de notre redoutable adversaire. »
À sa mort en 1760, Buffon lui rendit un vibrant hommage : « Mirabaud joignit toujours le sentiment à l'esprit, et nous aimons à la lire comme nous aimions à l'entendre ; mais s'il avait si peu d'attachement pour ses productions, il craignait si fort le bruit et l'éclat, qu'il a sacrifié celles qui pouvaient contribuer le plus à sa gloire. »

## Publications
Ouvrages philosophiques et historiques
- Sentiments des philosophes sur la nature de l'âme (1743). Publié par Fontenelle dans ses Nouvelles libertés de penser. Texte en ligne
- Le Monde, son origine et son antiquité. De l'Âme et de son immortalité (1751). Publiés par César Chesneau Du Marsais et Jean-Baptiste Le Mascrier. Texte en ligne 1 2
- Opinions des anciens sur les juifs (posthume, 1769). Réédition : Hachette, Paris, 1972. Texte en ligne
- Réflexions impartiales sur l'Évangile (posthume, 1769). Ouvrage attribué aussi au baron d'Holbach. Texte en ligne

Traductions du Tasse
- Jérusalem délivrée, poème héroïque du Tasse, nouvellement traduit en françois (2 volumes, 1724)
- Roland furieux, poème héroïque de l'Arioste, traduction nouvelle (4 volumes, 1741)